# Campionato belga maschile di pallanuoto
Il campionato belga maschile di pallanuoto è l'insieme dei tornei pallanuotistici nazionali per club organizzati dalla Fédération Royale Belge de Natation.
Il campionato viene disputato annualmente dal 1904 e la squadra più titolata è il Cercle de Natation Bruxelles Atalante, campione nazionale per 26 volte.

## Struttura dei campionati

### Super Ligue
La Super Ligue è la massima divisione del campionato, nella quale si assegna il titolo di campione nazionale. Nel 2013-14 vi partecipano 7 squadre.

### Division II/Afedlning II
La Division II è il secondo livello del campionato belga. Si disputa annualmente tra 10 formazioni.

### Division III/Afdelning III
La Division III è il terzo livello del campionato. Vi partecipano 10 squadre.

### Division IV/Afdelning IV
La Division IV è il quarto e più basso livello del campionato. Vi partecipano 9 squadre.

## Albo d'oro
- 1904:  Brussels SWC
- 1905:  Brussels SWC
- 1906:  Brussels SWC
- 1907:  Brussels SWC
- 1908:  Brussels SWC
- 1909:  Bruxelles-Atalante
- 1910:  Brussels SWC
- 1911:  Brussels SWC
- 1912:  Brussels SWC
- 1913:  Bruxelles-Atalante
- 1914:  Bruxelles-Atalante
- 1919:  Bruxelles-Atalante
- 1920:  Bruxelles-Atalante
- 1921:  Bruxelles-Atalante
- 1922:  Bruxelles-Atalante
- 1923:  Bruxelles-Atalante
- 1924:  Anversa
- 1925:  Anversa
- 1926:  Anversa
- 1927:  Bruxelles-Atalante
- 1928:  Anversa
- 1929:  Brussels SWC
- 1930:  Anversa
- 1931:  Brussels SWC
- 1932:  Anversa
- 1933:  Bruxelles-Atalante
- 1934:  Anversa
- 1935:  Bruxelles-Atalante
- 1936:  Bruxelles-Atalante
- 1937:  Bruxelles-Atalante
- 1938:  Bruxelles-Atalante
- 1939:  Bruxelles-Atalante
- 1940:  Bruxelles-Atalante
- 1941:  Bruxelles-Atalante
- 1942:  Bruxelles-Atalante
- 1943:  Bruxelles-Atalante
- 1946:  Bruxelles-Atalante
- 1947:  Bruxelles-Atalante
- 1948:  Bruxelles-Atalante

- 1949:  Bruxelles-Atalante
- 1950:  Anversa
- 1951:  Anversa
- 1952:  Anversa
- 1953:  Gentse
- 1954:  Gentse
- 1955:  Anversa
- 1956:  Anversa
- 1957:  Gentse
- 1958:  Gentse
- 1959:  Anversa
- 1960:  Anversa
- 1961:  Gentse
- 1962:  Anversa
- 1963:  Gentse
- 1964:  Gentse
- 1965:  Bruxelles-Atalante
- 1966:  Gentse
- 1967:  Bruxelles-Atalante
- 1968:  Gentse
- 1969:  Bruxelles-Atalante
- 1970:  Anversa
- 1971:  Anversa
- 1972:  Anversa
- 1973:  Scaldis
- 1974:  Scaldis
- 1975:  Scaldis
- 1976:  Anversa
- 1977:  Maccabi
- 1978:  Gentse
- 1979:  Gentse
- 1980:  Gentse
- 1981:  Gentse
- 1982:  Anversa
- 1983:  Ghent
- 1984:  Ghent
- 1985:  Anversa
- 1986:  Anversa
- 1987:  Anversa

- 1988:  Ghent
- 1989:  Ghent
- 1990:  Ghent
- 1991:  Tournai
- 1992:  Kortrijk
- 1993:  Tournai
- 1994:  Kortrijk
- 1995:  Kortrijk
- 1996:  Kortrijk
- 1997:  Tournai
- 1998:  Tournai
- 1999:  Mouscron
- 2000:  Mouscron
- 2001:  Kortrijk
- 2002:  Mouscron
- 2003:  Mouscron
- 2004:  Kortrijk
- 2005:  Brussels Poseidon
- 2006:  Kortrijk
- 2007:  Kortrijk
- 2008:  Kortrijk
- 2009:  Kortrijk
- 2010:  Mouscron
- 2011:  Mouscron
- 2012: non concluso
- 2013:  Tournai
- 2014:  Tournai
- 2015:  Mouscron
- 2016:  Mouscron
- 2017:  Mouscron
- 2018:  Antwerpse Scaldis
- 2019:  Mouscron
- 2020 e 2021: non assegnato[1]
- 2022:  Mechelen
- 2023:  Mouscron
- 2024:  Mouscron
- 2025:  Mouscron

### Vittorie
| Pos. | Squadra            | Vittorie |
| ---- | ------------------ | -------- |
| 1    | Bruxelles-Atalante | 26       |
| 2    | Anversa            | 23       |
| 3    | Gentse             | 13       |
| 3    | Mouscron           | 13       |
| 5    | Brussels Poseidon  | 11       |
| 6    | Kortrijk           | 10       |
| 7    | Tournai            | 6        |
| 8    | Ghent              | 5        |
| 9    | Scaldis            | 3        |
| 10   | Maccabi            | 1        |
| 10   | Antwerpse Scaldis  | 1        |
| 10   | Mechelen           | 1        |